# Soledadiella macrochelae
Soledadiella macrochelae is een hooiwagen uit de familie Zalmoxioidae.